# Taylor Diving & Salvage
Taylor Diving & Salvage was een duikbedrijf dat in 1957 in New Orleans werd opgericht door Edward Lee 'Hempy' Taylor, Mark Banjavich en Jean Valz. De eerste twee waren voormalige duikers van de Amerikaanse marine. In 1968 werd het overgenomen door Halliburton dat het onderdeel maakte van dochteronderneming Brown & Root waar Taylor Diving al veel mee samenwerkte.
Nadat Banjavich in 1957 uit de marine stapte, leek het duikwerk zich vooral af te spelen in de offshore-industrie. De naam van Taylor werd gekozen omdat gedacht werd dat dit beter klonk voor Texaanse oliemagnaten, maar het was Banjavich die de leiding nam en de drijvende kracht achter het bedrijf werd. Met zijn drieën kochten zij de schoener The Jesting dat de thuisbasis werd. 
Veel van de eerste duikers van Taylor Diving waren afkomstig van de United States Navy Experimental Diving Unit (NEDU). De NEDU leverde belangrijke bijdragen aan decompressietabellen op basis van het werk van John Haldane. Een andere belangrijke bijdrage was de ontwikkeling van het gebruik van een mix van helium en zuurstof om stikstofnarcose te voorkomen.
Met de berging van twee afzinkbare boorplatforms, de Ed Malloy en het gekapseisde  Mr. K, wist Taylor de aandacht te trekken van de industrie. Het meeste werk voor de offshore werd echter dat aan pijpleidingen, zowel het koppelen aan de productieplatforms als inspectie en onderhoud.
Een groot deel van de pijpenleggers in deze periode was van Brown & Root dat daarmee ook veel duikwerk had. Zo ontstond een relatie waarbij Taylor Diving uiteindelijk alleen nog voor Brown & Root werkte. De Jesting werd verruild voor een hoofdkantoor aan het Pontchartrainmeer.
Hoewel dit meestal routinewerk was, gold dat niet voor een project bij Isla Grande de Tierra del Fuego in Argentinië waar in 1961 in de baai van San Sebastián een pijpleiding werd gelegd naar een laadboei. Dit speelde zich af in extreme weersomstandigheden.
Na deze opdracht nam Banjavich het aandeel van Hempy Taylor over. Ondertussen werden platforms in steeds dieper water geplaatst en moesten er technieken ontwikkeld worden voor duikers om hierin mee te gaan. In 1961 bouwde Taylor een eigen decompressiekamer, de CS-2, gevolgd door de CD-1. Dit was een vooruitgang ten opzichte van decompressie onder water.
De volgende stap was het gebruik van helium-zuurstof waarbij ook de apparatuur aangepast moest worden. Zo kwam de rebreather in gebruik die zuiniger omging met het dure helium. Om dieper dan 60 meter te duiken, was echter een volgende stap nodig.

## Saturatieduiken
Deze stap kwam met saturatieduiken. George F. Bond begon in 1957 met experimenten bij het Naval Submarine Medical Research Laboratory. De doorbraak kwam in 1964 met SEALAB I van de Amerikaanse marine.
De eerst commerciële saturatieduik werd in 1965 gemaakt door duikers van Marine Contractors met apparatuur van de Underseas Division van Westinghouse bij de Smith Mountain Dam. Taylor ontwierp daarna een decompressiekamer (deck decompression chamber, DDC) en duikerklok (submersible diving chamber, SDC) die op elkaar aangesloten kon worden. De SDC had ruimte voor twee duikers en de druk werd hier op het niveau gebracht van de werkdiepte. Daarna werd de SDC op diepte gebracht en ging een van de twee duikers aan het werk. Deze kon drie tot vier uur aan het werk blijven, gevolgd door de tweede duiker. Daarna werd de SDC weer aan dek gebracht waar de twee duikers plaats namen in de DDC. De volgende twee duikers konden dan naar beneden en zo kon met drie ploegen enkele dagen rond de klok worden gewerkt. Dit betekende een aanmerkelijke vooruitgang.
Het eerste SDC-DDC-systeem werd gebouwd door Equitable Equipment en hiermee maakte Taylor Diving in 1967 zijn eerste saturatieduiken op 100 meter diepte bij het Marlin System van Shell in West Delta vanaf de M-201 van Brown & Root. Om de heliumstem verstaanbaar te maken, werd een omvormer ontwikkeld.
Omdat de thermische geleidbaarheid van helium zo'n zesmaal hoger is dan die van stikstof, was het niet mogelijk om duikers warm te houden met ademgassen in een watertemperatuur van 4 °C. Daartoe werd een ruimtepak gemodificeerd, waarbij warm water door het duikpak werd gepompt. Scrubbers werden ontwikkeld om te voorkomen dat er dodelijk gasmixen ontstonden.
In 1968 deed Banjavich tachtig procent van zijn aandelen over aan Halliburton dat het onderdeel maakte van Brown & Root. In Belle Chasse werd in 1969 naast Brown & Root een nieuw hoofdkantoor gebouwd dat de beschikking kreeg over een onderzoekscentrum met een dieptesimulator, het Hydrospace Test Center, de tweede die niet van de Amerikaanse overheid was. Een jaar later voegde Robert D. Workman zich bij Taylor Diving. Workman was afkomstig van NEDU en was vanaf het begin betrokken bij de experimenten met saturatieduiken daar. Met zijn expertise en de nieuwe faciliteiten wist Taylor Diving uit te groeien tot een van de belangrijkste duikbedrijven.

## Onderwaterlassen
In 1959 had Brown & Root de Ilha d'Água-terminal gebouwd in de baai van Guanabara in Brazilië. Hierbij werden ook de pijpleidingen aangelegd naar de raffinaderij van Duque de Caxias (REDUC). Een van deze pijpleidingen werd beschadigd door een schip dat daar ten anker ging. De pijpenleggers waren al vertrokken, waardoor de pijpleiding niet weer boven water kon worden gehaald voor reparatie. Banjavich bood aan om een reparatielas te leggen onder water en wist deze natte las ook succesvol uit te voeren.
Deze noodreparatie was een moeizaam proces geweest. Het was aanleiding voor Banjavich om een eenvoudiger methode te vinden door gebruik te maken van een habitat waarmee onder water droog kon worden gelast, hyperbaar lassen. Hij was daarin niet de enige en Ocean Systems wist in september 1967 de eerste hyperbarische las op een pijpleiding te maken. Dan Wilson van Ocean Systems maakte daarbij gebruik van lassers, omdat hij ervan uitging dat het eenvoudiger was hen te leren duiken dan duikers te leren lassen.
In 1968 volgde Taylor Diving met de door Equitable Equipment gebouwde Underwater Welding Habitat 1 (UWH-1). De eerste opdracht was de reparatie van een pijpleiding bij Montreal die ook door een anker beschadigd was. Anders dan bij Ocean Systems ging Taylor Diving er aanvankelijk toe over duikers op te leiden tot lassers, omdat deze geen problemen hadden met het werk onder water en de bijbehorende decompressie.
Een nieuwe markt werd aangeboord door de ontwikkeling van methodiek om pijpleidingen aan te sluiten op stijgbuizen of risers. Deze risers waren afgehangen aan productieplatformen en vormden de verbinding tussen de pijpleiding en het systeem op het platform. Speciaal daarvoor werd de M-280 omgebouwd. Voor grotere diamters pijpleiding werd de Submarine Pipeline Alignment Rig (SPAR) ontwikkeld. Met Brown & Root achter zich nam Taylor Diving al snel de markt over van Ocean Systems en domineerde deze tot Comex een opening wist te forceren.

## Noordzee
In deze periode werden de Noordzee-olievelden ontdekt. De weersomstandigheden stelden zorgden hier voor extra uitdagingen en dat gold ook voor de waterdieptes. Bij Ekofisk ligt deze tussen de 70-80 meter, bij Frigg op 100 meter en bij Forties tussen de 95-128 meter. De bijbehorende pijpleidingen lagen op waterdieptes tot 150 meter. Total was de operator van Frigg en BP van Forties en deze twee oliemaatschappijen lieten Taylor Diving dan ook in 1973 laswerkzaamheden op een waterdiepte van 165 meter onderzoeken. In 1975 werd vanaf de Hugh W. Gordon de eerste hyperbarische las gelegd op de Noordzee voor de Frigg UK Pipeline en Frigg Norwegian Pipeline tussen Frigg en St Fergus Gas Terminal.
De enorme toename van duikwerkzaamheden deed ook de vraag naar duikers sterk toenemen. Hiertoe werd een opleidingsprogramma opgezet, waarbij toch steeds vaker goede lassers werden omgeschoold tot duiker om te kunnen voldoen aan de kwaliteitseisen. Deze lasser-duikers werden daarbij begeleid door meer ervaren duikers. De beste lassers van Brown & Root werden met hoge salarissen door Taylor Diving ingehuurd.
Ook was er meer apparatuur nodig en zo werden er op Europese werven nog zes SPAR's gebouwd. Bij Ekofisk wist Taylor Diving Phillips Petroleum te overtuigen dat lasverbindingen voor de risers beter waren dan de klemverbindingen en zo werden tussen 1975 en 1978 veel van de vroege klemverbindingen vervangen. Duikers verbleven daarbij tot dertig dagen onder druk en een duikklok bleef een jaar op diepte.
In 1972 verkocht Banjavich het restant van zijn aandelen aan Halliburton en ging met pensioen. De omzet was gestegen van $3 miljoen in 1968, $9 miljoen in 1972, $30 miljoen in 1973 naar $150 miljoen in 1978. Het was daarmee verreweg het grootste duikbedrijf ter wereld met zo'n 1300 mensen in dienst, waaronder 500-600 duikers.
Halverwege de jaren 1980 verminderde het werk door de sterk gedaalde olieprijs. Ook werd de kwaliteit van ROV's steeds beter. Daarnaast was de concurrentie sterk toegenomen, zodat Taylor Diving tegen die tijd de markt niet meer domineerde.
Er werd een joint venture aangegaan met het Britse Wharton Williams van Ric Wharton en Malcolm Williams, ook wel bekend als 2W Diving, dat aanvankelijk een aandeel van 10% had, maar in 1985 een meerderheidsaandeel verkreeg, waarna de naam Wharton Williams Taylor werd en kort daarna 2W. In 1988 nam Brown & Root 2W echter geheel over. In 1990 vormde 2W met Smit de joint venture Rockwater, waarna Brown & Root in 1997 Rockwater geheel in handen kreeg. In 1999 fuseerden Rockwater en SubSea Offshore tot Halliburton Subsea dat in 2002 met DSND Subsea Subsea 7 vormde. In 2005 verkreeg DSND het volledige aandeel dat daarna naar de beurs werd gebracht. In 2011 fuseerde dit met Acergy waarbij de naam Subsea 7 behouden bleef.

## Risico's
In 1978 werd de grens van 1000 voet of 300 meter doorbroken. Tijdens een testduik voor Norsk Hydro in het Skånevikfjorden vanaf de BAR-324 kwam echter duiker David Hoover om het leven. Dat duiken niet zonder risico's was, was al in 1973 gebleken toen Paul Havlena omkwam tijdens een duik vanaf de L.B. Meaders. In 1979 verleende Taylor Diving assistentie tijdens de pogingen om de olieramp na de blow-out van de Ixtoc I onder controle te krijgen. Daarbij kwam op 15 augustus tijdens een duik vanaf de L.B. Meaders duiker Alan Andersen om het leven.